# キューライス
キューライス（Q rais、1985年3月7日 - ）は、栃木県宇都宮市出身の日本の漫画家、イラストレーター、アニメーター。本名は坂元 友介（さかもと ゆうすけ）。
東京造形大学デザイン学科アニメーション専攻領域卒業。東京造形大学大学院造形研究科デザイン研究領域修了。
キューライスという名前は落語「死神」に登場する呪文のバリエーションの一つ、「アジャラカモクレン、キューライス、テケレッツのパー」が由来となっている。

## 経歴
高校生の頃から独学で短編アニメーションを作り始め、東京造形大学に入学。同大学院修了後、東北新社企画演出部入社。現在はフリーランスとして漫画、イラスト、演出、アニメーション制作を手掛ける。

## 人物
- 将来マンガ家になろうと思ったことは一度もなく、マンガを描き始めたのは社会人になってからだった[1]。
- 美大時代は、アパートをスタジオ代わりにして切り絵アニメをつくっていた[3]。

## 作品

### 漫画
| タイトル                              | 単行本情報                                | 掲載情報                                                                     | 備考 |
| ------------------------------------- | ----------------------------------------- | ---------------------------------------------------------------------------- | --- |
| ネコノヒー                            | KADOKAWA、既刊5巻（2017 - ）              | 作者ブログ（2015 - ）                                                        | |
| チベットスナギツネの砂岡さん          | KADOKAWA、全2巻（2017 - 2019）            | 作者ブログ（2017 - 2019）                                                    | |
| スキウサギ                            | 秋田書店、既刊8巻（2018 - ）              | 作者ブログ（2015 - ） ヤングチャンピオン（2017年 No.23 - ）                  | |
| チャー子                              | イースト・プレス、全2巻（2018)            | 作者ブログ（2015 - 2019）                                                    | |
| チャチャ・チャー子                    | イースト・プレス、全2巻（2019 - 2020）    | オモコロ（2018 - 2019）                                                      | |
| 悲熊                                  | LINE Digital Frontier、既刊2巻（2020 - ） | 作者ブログ（2017 - ） オモコロ（2023 - ）                                    | 2020年、NHK総合でテレビドラマ化（2020年12月18日 - 24日、全10話）。主演は重岡大毅（ジャニーズWEST）。 2021年、テレビドラマの続編として『悲熊 season2』（2021年12月13日 - 22日、全6話）が放送。 2023年7月11日、名作セレクションとして『悲熊せれくしょん』が放送。 |
| ひとり事 キューライスのサクセスごはん | 白泉社、全1巻（2021）                     | オモコロ（2019 - 2020）                                                      | 掲載時タイトル『キューライスのひとり事』 |
| スキネズミ                            | 秋田書店、既刊4巻（2021 - ）              | 作者ブログ（2020）                                                           | |
| レジネコ                              | 文藝春秋、全1巻（2021）                   | 作者ブログ（2017 - 2021） フロムエーしよ‼︎（2017 - 2018） CREA（2020 - 2021） | |
| バイトのネズミダくん                  | 文藝春秋、全1巻（2021）                   | タウンワークマガジン（2017 -2023）                                           | 掲載時タイトル『ネズミダくん』 |
| すず色のモーニャ                      | ほぼ日、全1巻（2021）                     | オモコロ（2020 - 2021）                                                      | |
| キューライスのシンデレラ              | PARCO出版、全1巻（2021）                  | オモコロ（2015 - 2021）                                                      | 掲載時タイトル『シンデレラ』 |
| 夜の訪問者                            | ポプラ社、全1巻（2022）                   | 作者ブログ（2014 - 2022） XOY（2017 - 2018） オモコロ（2021 - 2022）         | |
| ヨモツヘグイ                          | 大和書房、全1巻（2023）                   | オモコロ（2021 - 2022）                                                      | |
| アジャラ                              | 玄光社、全1巻（2023）                     | オモコロ（2022）                                                             | |
| バルディッシュ・ホテル                | 大和書房、全1巻（2024）                   | オモコロ（2023 - 2024）                                                      | |
| 絶滅寸前の動物 ハッチンパモス         | 白泉社、既刊1巻（2025 - ）                | 作者ブログ（2024 - ） オモコロ（2024 - ）                                    | [ 8 ] |

### 漫画（作品集）
- キューライスのしごと（2024年、主婦と生活社）
  - とーきょーカッパ（2023年、Web上掲載）
  - おいちゃさん
  - オバカシ（2021年、Web上掲載）
  - にぼし先輩（2021年、Web上掲載）
  - ねこにち（2021年、Web上掲載）
  - 汁（2023年、Web上掲載〈オモコロ〉）
  - 森美術館（2023年、Web上掲載〈オモコロ〉）
  - 逆襲のペン（2021年、Web上掲載）
  - からあげちゃん（2021年、Web上掲載）
  - やめてよ！塩狩さん（2022年、Web上掲載〈オモコロ〉）
  - 付きネコ（2023年、Web上掲載）
  - 横になりたいやつ（2023年、Web上掲載）
  - エビフライの日（2023年、Web上掲載〈オモコロ〉）
  - ふるえるシバ（2022年、Web上掲載〈オモコロ〉）
  - アノパン（2023年、Web上掲載〈オモコロ〉）
  - ネズミダくん（単行本『バイトのネズミダくん』未収録分）
  - モッケの災難（2021年、Web上掲載）
- キューライス初期作品集 さいしょのQ（2024年、ボリス文庫）
  - 4コマ漫画など、2014 - 2015年、Web上掲載

### 漫画（未書籍化）
- とても怖がり！ プルサワ（2023年 - 、Web上掲載〈タウンワークマガジン〉）
- まぼろしの喫茶店ポヤル（2023年 - 、Web上掲載〈パチクリ！〉 / 「ね～ね～」2023年 NO.170 - 連載中）
- 続・ひとり事（2024年、『オモコロクッキングBOOK』収録[9]）
- あくまっこピルケ（2024年 - 、「月刊コロコロコミック」2024年9月号[10] - 連載中 / 「週刊コロコロコミック」2024年8月9日[11] - 連載中）

### 絵本

#### ドン・ウッサシリーズ
- ドン・ウッサ そらをとぶ（2019年、白泉社）
- ドン・ウッサ ダイエットだいさくせん！（2020年、白泉社）
- ドン・ウッサ グッスリだいぼうけん！（2021年、白泉社）

#### ボンバルボンシリーズ
- せかいいちれいぎただしいかいじゅう ボンバルボン（2023年、小学館）
- せかいいちれいぎただしいかいじゅう ボンバルボンの おとどけもの（2024年、小学館）

#### その他
- ちきゅうちゃん。（文・糸井重里 / 2019年、小学館）
- ゴリラさん だめです（2019年、イースト・プレス）
- まぼろしのどうぶつ フィッケルペルネンクス（2019年、ボリス文庫）
- あばれネコ（2020年、KADOKAWA）
- ながいながい ねこのおかあさん（絵・ヒグチユウコ / 2020年、白泉社）
- ニンジンジン（2023年、白泉社）
- シカしかいない（2024年、白泉社）
- 旅するシバとネコバヤシ（2025年、大和書房）
  - 第1話 ホテルニュー家亭（2022年、Web上掲載〈オモコロ〉）
  - 第2話 地獄温泉あび（2022年、Web上掲載〈オモコロ〉）
  - 第3話 ホテルはずれ屋（描き下ろし）
- あっゴジラ（2025年、朝日新聞出版）
- ウサギのおやっさんのカレーやさん（2025年、マガジンハウス）

### イラスト集
- よるのえ（2022年、大和書房）

### その他書籍
- 身近な疑問がスッキリわかる理系の知識（監修・瀧澤美奈子 / 2017年、青春出版社）
  - 表紙・扉絵、四コマ漫画5本掲載。

### アニメ
2002年
- 息子の部屋

2003年
- 歯男

2004年
- 在来線の座席の下に住む男
- 焼魚の唄

2005年
- マーチングマーチ
- 父の話
- 電信柱のお母さん

2007年
- 蒲公英の姉

2008年
- とんかつさん~朝~

2009年
- おるすばん
- 川旅行
- ファンシー不動産

2010年
- confeito

2013年
- ウィリー・ウィンキー
- 猟師と聖

2014年
- ナポリタンの夜

2015年
- 失われた朝食
- Fast Week
- すばらしい仕事

2017年
- 鴨が好き

なお、2014年以降に制作した5作品はYouTubeにて公開している。

### DVD
- キューライス・坂元友介 作品集（2019年、ボリス文庫）

### キャラクターデザイン
- ネズリテ（2023年11月、NHK）[12]

## 受賞
- 2004年、デジスタ・アウォード2004映像部門グランプリ
- 2006年、第六回ユーリ・ノルシュテイン大賞最優秀賞・観客賞、第二回吉祥寺アニメーション映画祭グランプリ
- 2009年、第13回文化庁メディア芸術祭審査委員会推薦作品
- 2016年、第16回広島国際アニメーションフェスティバル 優秀賞
- 2017年、DigiCon6 ASIA Grand Prize

## 個展
- キューライス初個展
  - TOBICHI東京（2018年2月16日 - 3月4日）
- キューライス2回目の個展
  - TOBICHI京都（2018年3月9日 - 4月4日）
- キューライス展 フェムエバー
  - 池袋パルコ（2018年12月21日 - 2019年1月7日）
  - 梅田ロフト（2019年1月18日 - 30日）
  - 仙台パルコ（2019年3月15日 - 25日）
  - 宇都宮パルコ（2019年5月11日 - 31日）
  - 名古屋パルコ（2019年6月7日 - 23日）
  - 福岡パルコ（2019年7月5日 - 21日）
- キューライス展
  - ボリス雑貨店（2019年8月15日 - 10月8日）
- キューライス フェムフェムランド
  - 池袋パルコ（2020年2月7日 - 17日）
  - 福岡パルコ（2020年6月5日 - 22日）
  - 名古屋パルコ（2020年7月11日 - 8月3日）
  - 広島パルコ（2020年9月4日 - 28日）
  - 仙台パルコ（2020年10月16日 - 11月3日）
  - 心斎橋パルコ（2021年1月2日 - 17日）
- キューヴル美術館
  - 池袋パルコ（2021年12月3日 - 20日）
  - 名古屋パルコ（2021年12月25日 - 2022年1月10日）
  - 心斎橋パルコ（2022年3月4日 - 27日）
  - 福岡パルコ（2022年4月8日 - 24日）
  - 広島パルコ（2022年6月11日 - 7月10日）
- すず色のモーニャ原画展
  - 渋谷パルコ（2021年12月14日 - 2022年1月11日）
- キューライス　よるのえ展
  - 渋谷パルコ（2022年5月28日 - 7月10日）
- キューライス　ちいさなよるのえ展
  - TOBICHI京都（2022年7月15日 - 8月11日）

## 出演

### ラジオ
- UR LIFESTYLE COLLEGE（2020年11月1日、J-WAVE）

## 参考資料
- キューライス. “自己紹介”. キューライス記.   ライブドアブログ. 2021年12月5日閲覧。